# Боксберг (ТЭС)

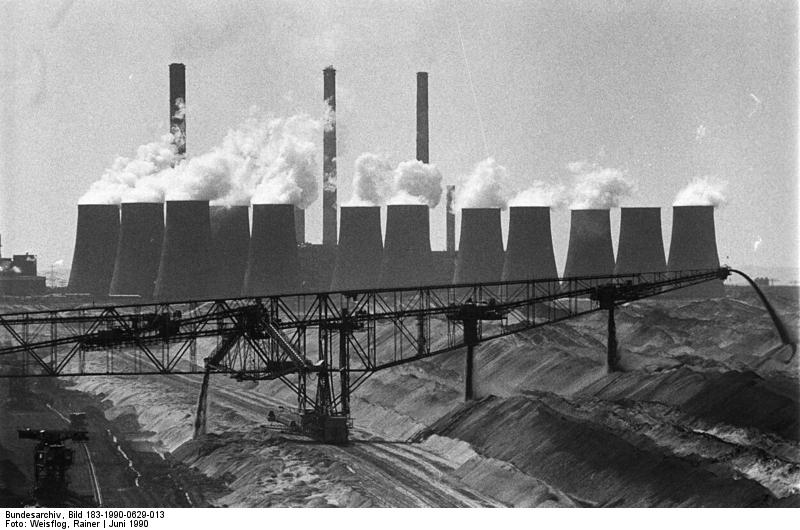
Фото 1990 года

ТЭС «Боксберг» (нем.  Kraftwerk Boxberg ; в.-луж.  Hamorska milinarnja) — тепловая электростанция в Верхней Лужице, на территории коммуны Боксберг, Саксония, Германия. Расположена на север от административного центра коммуны деревни Боксберг.
Номинальная мощность составляет 2575 мегаватт.
В дополнение к электричеству станция производит центральное отопление. Производительность составляет около трех миллиардов киловатт-часов в год. Станция обеспечивает теплом домашние хозяйства, предприятия и общественные учреждения в городах Лейпциг, Котбус, Шпремберг, Вайсвассер и Хойерсверда. Третьим продуктом также является технологический пар, подаваемый промышленным предприятиям.
Находится в собственности компании LEAG (Lausitz Energie Kraftwerke AG).

## История
Первая электростанция «Kraftwerk am Standort Boxberg» в Боксберге была построена в 1966 государственной компанией «BMK Kohle und Energie». В начале 80-х годов XX столетия работало 14 блоков с общей установленной мощностью 3520 мегаватт (12 × 210 MW + 2 × 500 MW). На электростанции работало около 4600 сотрудников.
После объединения Германии большинство блоков станции были выведены из эксплуатации в связи с устаревшей технологией фильтрации, не соответствующей новым германским стандартам. Были закрыты 12 блоков в период с 1993 по 1998 года. 13 апреля 2006 года были взорваны четыре из девяти неиспользуемых градирен.

## Техническая характеристика
Работает на буром угле, добываемом в Лужицком угольном бассейне. Суточное потребление угля составляет 60 тысяч тонн. Большая часть угля добывается на близлежащих шахтах Нохтен и Райхвальде, годовой объём добычи которых составляет 17 миллионов тон бурого угля. Водоснабжение станции осуществляется Баутценским водохранилищем.
Во время своего наивысшего развития в 80-е XX столетия годы была крупнейшей электростанцией ГДР с номинальной мощностью в 3520 мегаватт.
В настоящее время номинальная мощность составляет 2575 мегаватт. Общая номинальная мощность в настоящее время распределена по четырём блокам. Станция III с двумя блоками по 500 мегаватт модернизирована в 1995 году, в частности, была установка для очистки дымовых газов. Станции I, II были остановлены и заменены в 2000 году на современный блок Q мощностью 900 МВт (сегодня — станция IV). Блок R имеет мощность 675 мегаватт.
Подключение к сети осуществляется через распределительное устройство в населённом пункте Бервальде при максимальном уровне напряжения 380 кВ в передающей сети 50 Гц.